# Beplate (Familie)

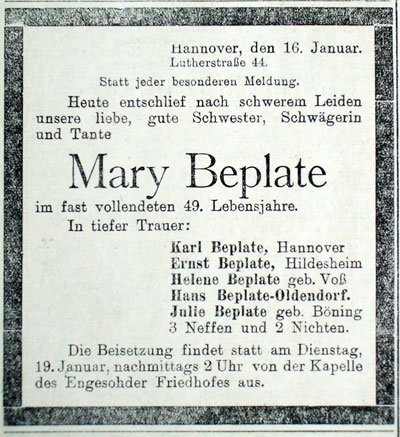
Todesanzeige aus der Lutherstraße 44 in Hannover für die am 16. Januar 1915 verstorbene und auf dem Engesohder Friedhof beizusetzende Schwester, Schwägerin und Tante Mary Beplate;
Annonce in der Allgemeinen Zeitung der Lüneburger Heide mit den Namen von Ernst Beplate in Hildesheim; Helene Beplate, geborene Voß; Hans-Beplate-Oldendorf; Julie Beplate geborene Böning

Beplate ist der Name einer deutschen Familie, die insbesondere ab dem 19. Jahrhundert in Hannover verschiedene Baumeister hervorbrachte. Mitglieder der Familie sind in dem als Datenbank von den Bauhistorikern Günther Kokkelink (†), Monika Lemke-Kokkelink und Reinhard Glaß langfristig angelegten Forschungsprojekt Architekten und Künstler mit direktem Bezug zu Conrad Wilhelm Hase (1818–1902) erfasst.

## Namensträger

### Christian Beplate der Ältere
Christian Beplate d. Ä. († um 1891 in Hannover) wirkte als Architekt in seiner Heimatstadt. Dort errichtete er unter anderem
- 1875, Theodorstraße 8: Wohnhaus; nicht erhalten[2]
- 1889–1890: Wohnhausgruppe Bödekerstraße 6, 8, 10, 12 (früher Nr. 1b, 1c, 1d, 1e). Christian Beplate wohnte zeitweilig in Hausnummer 12 (früher Nr. 1e). 1911 bis 1912 wohnte Paul von Beneckendorff und von Hindenburg (1847–1934) im Haus Nummer 8 (früher Nr. 1c).[2]

### Wilhelm Beplate
Wilhelm Beplate (* 14. April 1835 in Hannover; † 30. April 1919 ebenda); Maurermeister und Bauunternehmer. Er war der Vater von Karl, Konrad und Oskar Beplate. Bei seinen Bauten arbeitete er mit dem Architekten Edwin Oppler zusammen und errichtete verschiedene Gebäude vornehmlich im Stil der Hannoverschen Architekturschule.
Um 1910 berichtete der Sozialdemokrat Robert Leinert im Preußischen Abgeordnetenhaus, der Maurermeister und Unternehmer Beplate habe im Zuge eines Arbeitskampfes während des Baus einer Firnis-Siederei für die Eisenbahn-Werkstätten in Leinhausen seine Arbeiter ausgesperrt. In der Folge hätten ihm die hannoversche Eisenbahnverwaltung beziehungsweise die Eisenbahn-Werkstätten im April des Jahres zwei Kolonnen von je 8 bis 10 bei ihnen beschäftigte Maurer zur Verfügung gestellt, wofür die Arbeiter eigens von der Eisenbahnverwaltung je eine Woche beurlaubt wurden. Den Arbeitern war jedoch für den Fall der Verweigerung des „Streikbrechens“ für Beplate mit einer Kündigung durch die Eisenbahnverwaltung gedroht worden. Die für den Arbeitgeber Beplate parteiische „Einmischung in den Lohnkampf“ durch die Eisenbahnverwaltung wurde zudem noch durch die Beförderung der zum Streikbrechen beurlaubten Maurer durch die speziell für Eisenbahn-Beschäftigte eingerichteten „Arbeiter-Züge“ verstärkt.
Zu seinen Bauten zählen
- nach Plänen Opplers, im Zweiten Weltkrieg zerstört (Fotos im Stadtarchiv Hannover und im Historischen Museum Hannover erhalten):
  - 1871: Scholwinstraße 9 (später: Scholvinstraße 2) Ecke Schillerstraße (heute: Am Marstall)[7]
  - 1873–1874: Schillerstraße 40[7]
- um 1910: Firnis-Siederei für die Eisenbahn-Werkstätten in Hannover-Leinhausen[6]

### Karl Beplate der Ältere
Karl Beplate d. Ä. war mutmaßlich der Vater von Karl Beplate dem Jüngeren. Er studierte von 1846 bis 1849 an der Polytechnischen Schule in Hannover, zunächst als Schüler von Ernst Ebeling, später wohl auch von Conrad Wilhelm Hase.
Zu seinen Werken zählen
- 1874: eigenes Wohnhaus Karl Beplate; Hannover, Lutherstraße 27 (anfangs Nr. 16, dann Nr. 44); erhalten.[8]

### Karl Beplate der Jüngere
Karl Beplate d. J. (* 2. August 1862 in Hannover; † nach 1920 ebenda) war vermutlich der Sohn des Architekten Karl Beplate dem Älteren. Er studierte von 1880 bis 1886 an der Technischen Hochschule in Hannover zunächst Physik, dann Architektur als Schüler von Conrad Wilhelm Hase. Von 1887 bis 1891 wirkte er als Bauführer für die von dem Architekten Eberhard Hillebrand entworfene evangelisch-lutherische Gartenkirche in Hannover.
Zu seinen eigenen Bauten zählen
- 1903, Hannover, Scharnhorststraße 14 und 15 (früher und heute): Wohnhäuser zum Vermieten; nicht erhalten. Zeitweiliger Eigentümer von Hausnummer 14 war Konrad Beplate, von Nummer 15 Karl Beplate. Beide Gebäude wurden im Zweiten Weltkrieg zerstört. Über ihre Grundfläge wurde in der Nachkriegszeit ein Erweiterungsflügel des Cecilienstiftes nach Plänen des Architekten Friedrich Ebel errichtet.[10]

### Oskar Beplate
Heinrich August Oskar Beplate (* 15. August 1867 in Hannover; † 29. Januar 1911 in Köln) war Sohn eines der Maurermeister aus der Familie Beplate. Von 1880 bis 1888 besuchte er das hannoversche Realgymnasium I. und schloss mit dem Reifezeugnis Ostern 1888. Von 1888 bis 1892 studierte er an der Technischen Hochschule in Hannover als Schüler von Conrad Wilhelm Hase. Er war Mitglied der studentischen Verbindung Corps Saxonia. Später wurde er in Köln tätig.

### Konrad Beplate
Der Architekt und Bauingenieur Konrad Beplate (* 28. Juli 1871 in Hannover) war Sohn Christian Beplate dem Älteren. Er studierte von 1892 bis 1895 und erneut von 1900 bis 1902 an der Technischen Hochschule in Hannover als Schüler von Conrad Wilhelm Hase und Karl Mohrmann.

### Christian Beplate der Jüngere
Christian Beplate d. J. (* 11. Mai 1874 in Hannover) war Sohn des Architekten Christian Beplate dem Älteren. Von 1896 bis 1899 studierte er an der Technischen Hochschule in Hannover als Schüler von Karl Mohrmann.

### Heinrich Beplate
Heinrich Beplate war ein Anhänger Hases und errichtete als Architekt in Hannover unter anderem
- 1883, Hannover, Thalstraße 2 (frühe Hausnummer): Wohnhaus; nicht erhalten[14]
- um 1891, Hannover, Geibelstraße 61 (frühere Hausnummer 8). Das erhaltene Mietshaus mit ursprünglich neugotischer Fassade ist nur seitlich erhalten. Die Straßenseite wurde bereits um 1900 bis um 1910 mit Renaissance-Elementen überformt.[14]